# Русичи (баскетбольный клуб)
«Русичи» — российский мужской баскетбольный клуб из Курска. Выступает в Суперлиге-2 дивизион и Кубке России.

## История

### Любительский клуб
Клуб был основан в марте 2011 года на базе ДЮСШ п. Прямицыно Курской области и получил название «Курский Баскетбольный клуб «Русичи». Президентом клуба и основным спонсором стал местный предприниматель Андрей Иванович Дюдин, возглавил команду Сергей Сергеевич Ярошенко. Костяк будущей команды сформировал главный тренер ДЮСШ Сергей Анатольевич Ярошенко, считающийся одним из основателей клуба. «Русичи» выступали в любительских соревнованиях различного уровня, занимали призовые места в Межрегиональной любительской баскетбольной лиге, Кубке ЦФО, Открытой баскетбольной любительской лиге и других соревнованиях.

### Профессиональный клуб
В сезоне 2015/2016 «Русичи» начали выступать на профессиональном уровне в только что образованном 3 дивизионе Суперлиги. В своём дебютном сезоне на профессиональном уровне команда заняла пятое место после регулярного соревнования и взяла бронзу в плей-офф. С сезона 2017/18 выступает во 2 дивизионе Суперлиги.

## Результаты выступлений
| Сезон     | Суперлига-1 дивизион | Суперлига-2 дивизион | Суперлига-3 дивизион | Кубок России |
| --------- | -------------------- | -------------------- | -------------------- | ------------ |
| 2015/2016 | —                    | —                    | 3 место              | Второй раунд |
| 2016/2017 | —                    | —                    | 1/4 финала           | 1/16 финала  |
| 2017/2018 | —                    | 11 место             | —                    | 1/16 финала  |
| 2021/2022 | —                    | 2 место              | —                    | 1/16 финала  |
| 2022/2023 | 14 место             | —                    | —                    | 1/16 финала  |
| 2023/2024 | 16 место             | —                    | —                    | 1/16 финала  |

## Достижения

### Командные награды
Суперлига-2 дивизион
- Серебряный призёр: 2021/2022

Суперлига-3 дивизион
- Бронзовый призёр: 2015/2016

### Личные награды
Суперлига-3 дивизион

Символическая пятёрка
- 2015/2016 —  Антон Белов
- 2015/2016 —  Николай Завьялов

Суперлига-2 дивизион

Символическая пятёрка
- 2017/2018 —  Алексей Альмушев[6]

Суперлига-2 дивизион

Символическая пятёрка
- 2021/2022 —  |Атакующий защитник| Иван Аладко
- 2021/2022 —  |Тяжёлый форвард| Семён Шашков

## Текущий состав
| \| Поз. \| № \| Гражд. \| Имя \| Дата рождения (возраст) \| Рост \| Вес \| Звание \| \| ---- \| -- \| ------ \| ------------------- \| -------------------------- \| ------ \| ------ \| ------ \| \| АЗ \| 0 \| \| Кирилл Плохих \| 21 января 2004 (21 год) \| 181 см \| 73 кг \| \| \| РЗ \| 1 \| \| Михаил Алексеев \| 25 марта 2002 (23 года) \| 182 см \| 67 кг \| \| \| РЗ \| 4 \| \| Роман Казюлин \| 11 февраля 1994 (31 год) \| 187 см \| 70 кг \| \| \| АЗ \| 5 \| \| Денис Казюлин \| 29 июля 1991 (33 года) \| 182 см \| 75 кг \| \| \| Ц \| 9 \| \| Михаил Пахряев \| 7 декабря 2000 (24 года) \| 206 см \| 95 кг \| \| \| Ц \| 10 \| \| Александр Литвяков \| 16 июля 1989 (36 лет) \| 195 см \| 95 кг \| \| \| ЛФ \| 12 \| \| Семен Шашков \| 28 ноября 1989 (35 лет) \| 205 см \| 102 кг \| \| \| РЗ \| 22 \| \| Иван Рудаков \| 29 сентября 2000 (24 года) \| 178 см \| 75 кг \| \| \| ЛФ \| 24 \| \| Константин Глазырин \| 11 ноября 1988 (36 лет) \| 202 см \| 102 кг \| \| \| ЛФ \| 34 \| \| Андрей Просвиркин \| 6 января 2001 (24 года) \| 193 см \| 81 кг \| \| \| Ц \| 40 \| \| Виктор Голоцуков \| 28 июня 1999 (26 лет) \| 205 см \| 80 кг \| \| \| ТФ \| 61 \| \| Ярослав Стрижеус \| 21 апреля 2000 (25 лет) \| 199 см \| 85 кг \| \| \| ЛФ \| 77 \| \| Владислав Соловьев \| 1 января 1988 (37 лет) \| 195 см \| 88 кг \| \| \| РЗ \| 95 \| \| Иван Аладко \| 9 февраля 1995 (30 лет) \| 193 см \| 85 кг \| \| | Главный тренер - Сергей Ярошенко Ассистенты тренера - Владимир Макаров Легенда - (К) — Капитан команды Последнее изменение: 29 мая 2022 года |             |                     |                            |        |        |        |
| Поз. | № | Гражд.      | Имя                 | Дата рождения (возраст)    | Рост   | Вес    | Звание |
| АЗ | 0 | Флаг России | Кирилл Плохих       | 21 января 2004 (21 год)    | 181 см | 73 кг  |        |
| РЗ | 1 | Флаг России | Михаил Алексеев     | 25 марта 2002 (23 года)    | 182 см | 67 кг  |        |
| РЗ | 4 | Флаг России | Роман Казюлин       | 11 февраля 1994 (31 год)   | 187 см | 70 кг  |        |
| АЗ | 5 | Флаг России | Денис Казюлин       | 29 июля 1991 (33 года)     | 182 см | 75 кг  |        |
| Ц | 9 | Флаг России | Михаил Пахряев      | 7 декабря 2000 (24 года)   | 206 см | 95 кг  |        |
| Ц | 10 | Флаг России | Александр Литвяков  | 16 июля 1989 (36 лет)      | 195 см | 95 кг  |        |
| ЛФ | 12 | Флаг России | Семен Шашков        | 28 ноября 1989 (35 лет)    | 205 см | 102 кг |        |
| РЗ | 22 | Флаг России | Иван Рудаков        | 29 сентября 2000 (24 года) | 178 см | 75 кг  |        |
| ЛФ | 24 | Флаг России | Константин Глазырин | 11 ноября 1988 (36 лет)    | 202 см | 102 кг |        |
| ЛФ | 34 | Флаг России | Андрей Просвиркин   | 6 января 2001 (24 года)    | 193 см | 81 кг  |        |
| Ц | 40 | Флаг России | Виктор Голоцуков    | 28 июня 1999 (26 лет)      | 205 см | 80 кг  |        |
| ТФ | 61 | Флаг России | Ярослав Стрижеус    | 21 апреля 2000 (25 лет)    | 199 см | 85 кг  |        |
| ЛФ | 77 | Флаг России | Владислав Соловьев  | 1 января 1988 (37 лет)     | 195 см | 88 кг  |        |
| РЗ | 95 | Флаг России | Иван Аладко         | 9 февраля 1995 (30 лет)    | 193 см | 85 кг  |        |